# خانه شرکت‌ها
خانه شرکت‌ها (انگلیسی: Companies House) یک نهاد ثبت شرکت در بریتانیا می‌باشد که سازمان اجرایی و صندوق تجارت آن برای دولت پادشاهی متحد می‌باشد. این نهاد زیرمجموعه وزارت تجارت، انرژی و استراتژی صنعتی (BEIS) و همچنین یک عضو از گروه داده‌های عمومی است.